# リッシンワイド
リッシンワイドとは、あおぞら銀行が発行する利子一括払い型利付金融債である。正式名称「あおぞら債券（利子一括払）」。2006年4月のあおぞら銀行普銀化に伴い、現在は特例で発行されている。
発行当初から、保護預り専用の債券となっている。リッシンとの違いは、利息の支払方法（半年複利による利息計算は同様だが、ワイドは償還時に一括支払）や預金保険の保護対象か否か（ワイドは対象である）という点が大きな違いである。
発行時の金利情勢を考慮して利率が決定され、5年間、固定金利となっている。